# Évaluation immobilière
 (octobre 2014).
Si vous disposez d'ouvrages ou d'articles de référence ou si vous connaissez des sites web de qualité traitant du thème abordé ici, merci de compléter l'article en donnant les références utiles à sa vérifiabilité et en les liant à la section « Notes et références ».
L'évaluation immobilière (ou évaluation foncière) constitue un exercice visant à apprécier la valeur d'un bien immobilier, que ce soit dans l'objectif de l'aliéner – notamment la vente –, y prélever des taxes ou encore d'y effectuer des actes de gestion, notamment l'assurance. 
C'est une opinion motivée sur la valeur d'un immeuble, pour une fin particulière, à une date donnée.

## Motifs
Plusieurs raisons peuvent inciter à estimer la valeur d'un immeuble :
- préparer une mutation (transaction),
- financer ou refinancer l'immeuble,
- effectuer les actes de gestion (assurer l'immeuble en valeur à neuf, faire le point de la valeur de ses propres biens dans le cadre d'une saine gestion, déterminer la valeur locative, i.e. le prix du loyer),
- payer ses impôts ou vérifier leur bien-fondé (droits de mutation, taxe foncière sur les propriétés),
- déclarer annuellement la valeur d'un portefeuille immobilier,
- défendre ses droits en justice.

Le prix des immeubles gouverne, au-delà de l'investissement, la vie des personnes, des institutions et des États. Le contraste est saisissant : d'un côté, un risque majeur pour les économies de possibles mésévaluations, de l'autre, des pratiques trop souvent archaïques d'estimation des valeurs. Le phénomène est encore amplifié par la multitude des formes d'analyse.

## Principales méthodes
Quelle méthode est à même d'évaluer, c'est-à-dire de « capturer » efficacement et utilement la valeur d'un actif immobilier ?
Une évaluation immobilière peut se faire suivant plusieurs approches :
1. La comparaison des prix pratiqués sur le marché pour des biens semblables.
2. L'actualisation des gains futurs générables avec le bien.
3. Le calcul du coût de remplacement déprécié du bien. Cette approche convient en particulier aux immeubles à usage unique ou hors-marché (écoles, musées, usines…).

- La valeur est égale aux revenus net divisé par le taux global d'actualisation.

C'est la formule utilisée par les institutions financières, mais également par les investisseurs qui considèrent un bien immobilier comme un produit financier.
Difficile, l'opération est généralement confiée à un spécialiste (expert immobilier en France, évaluateur agréé au Québec) qui va prendre en compte certaines données et utiliser quatre grandes méthodes qui sont des applications des trois approches précédentes.

### Les données prises en compte
1. Les données physiques.
Elles ont trait pour l'essentiel à la nature de l'immeuble et de son environnement immédiat :
- destination actuelle et potentielle (usage),
- dimension du terrain, surface habitable de l'immeuble, surface corrigée, etc.
- qualité architecturale, beauté, qualité des matériaux, équilibre de l'ensemble,
- état d'entretien,
- adaptation à sa destination (niveau de confort interne, existence de nuisances externes…),
- emplacement,
- voisinage.

2. Les données juridiques.
En France, elles sont pour l'essentiel au nombre de trois :
- le zonage et le COS ou coefficient d'occupation des sols qui détermine le nombre maximal de m² constructibles, ce qui influe sur la valeur du terrain advenant une reconstruction,
- le mode d'occupation du local (loi de 1948, habitation, bureaux, etc.),
- les limitations accordées au droit d'aliéner (droit de préemption urbain, droit de préemption des fermiers et des SAFER).

S’ajoute la notion de « valeur à la casse » retenue par les créanciers dans le cas de saisie immobilière par-devant le tribunal de grande instance et équivalente à environ 75 % maximum de la valeur vénale.
3. Les données économiques.
Elles sont fonction de l'importance du marché et de son évolution :
- conjoncture économique générale : dynamisme économique, taux d'intérêt, etc.
- conjoncture spécifique à l'immobilier : surplus ou pénurie d'espaces du type analysé, perspectives d'avenir, etc.
- conjoncture locale, etc.

### Les quatre grandes méthodes d'expertise
En pratique, l'expert utilise simultanément plusieurs méthodes afin d'en recouper les résultats, mais comme il n'existe pas de prix de marché incontestable, il n'existe pas d'expertise incontestable.
Dans le cas d’une estimation avant « vente à la barre » ou par saisie immobilière devant le tribunal de grande instance, l’expert établit une « valeur à la casse » généralement égale à 75 % de la valeur de marché.

#### Par comparaison - valeur vénale
Elle consiste à comparer l'immeuble avec d'autres immeubles de même type ayant fait l'objet de transactions récentes, d'expertises, de décisions de justice ou encore de décisions de l'administration fiscale. Par analogie on en déduit la « valeur vénale » ou « valeur de marché ».
Au Québec, le terme « valeur paritaire » est fréquemment utilisé.

#### Par actualisation des revenus
Elle consiste, à partir d'un revenu généralement connu avec précision, par exemple le loyer perçu, à remonter vers le capital.
Le revenu dépend plus souvent des circonstances et des règlements que de la valeur de l'immeuble. En outre, le « rendement habituel » ou « taux d'actualisation » ne pouvant s'apprécier que par comparaison, cette méthode constitue dans une certaine mesure une méthode par comparaison.

#### Par estimation du coût de remplacement déprécié
Elle consiste à estimer le coût de remplacement de l'immeuble (équivalent au coût de reconstruction moins les désuétudes fonctionnelles observées) et à appliquer au résultat un coefficient de vétusté. On ajoute la valeur du terrain considéré comme vacant et suivant son usage optimal. Le résultat de cette méthode est d'autant plus précis que l'immeuble est récent. Pour obtenir une véritable valeur de marché suivant cette méthode, il faut tenir compte de toutes les désuétudes, en particulier les désuétudes économiques.

#### Par indexation
Elle peut être pratiquée quand, dans un passé relativement proche, une estimation a été établie de manière suffisamment crédible par différents moyens, comme une vente, une autre expertise, une décision de justice, un redressement fiscal, etc. Cette valeur est indexée en fonction de l'évolution des prix des biens immobiliers semblables.
Cette méthode est rarement employée et formellement déconseillée en matière de valeur vénale du bien immobilier
Elle est en revanche, employée en matière de valeur faisant appel à des notions de coût (coût de remplacement, valeur d'assurance).

## Encadrement de l'évaluation
En France, contrairement à certains pays européens, l'expert en évaluation immobilière n'est pas soumis à une réglementation professionnelle. Il n'est pas nécessaire de posséder une carte professionnelle ou une autorisation pour pratiquer des expertises immobilières et foncières.
Depuis l'antiquité, les propriétaires fonciers ont toujours eu recours à des expertises pour évaluer la valeur de leurs domaines. C'est pourquoi les organisations professionnelles représentatives des experts immobiliers ont commencé, dès 1990, à définir les règles déontologiques et méthodologiques pour garantir un niveau de professionnalisme élevé dans l'exercice de cette activité.

### Charte de l'Expertise en Évaluation Immobilière
La Charte de l'Expertise en Évaluation Immobilière est un document créé par les principales associations professionnelles d'expertise immobilière en France en 1990. Elle a été élaborée dans le but d'encadrer la pratique de l'évaluation immobilière et d'établir un socle commun de règles déontologiques pour les experts immobiliers.
La création de cette charte a été motivée par le souci d'améliorer la qualité des évaluations immobilières, d'harmoniser les pratiques et de renforcer la transparence et la confiance entre les experts immobiliers et leurs clients. Elle est notamment destinée à protéger les intérêts des parties prenantes dans les transactions immobilières, en leur garantissant des évaluations objectives et impartiales.